# Quadriennale Düsseldorf

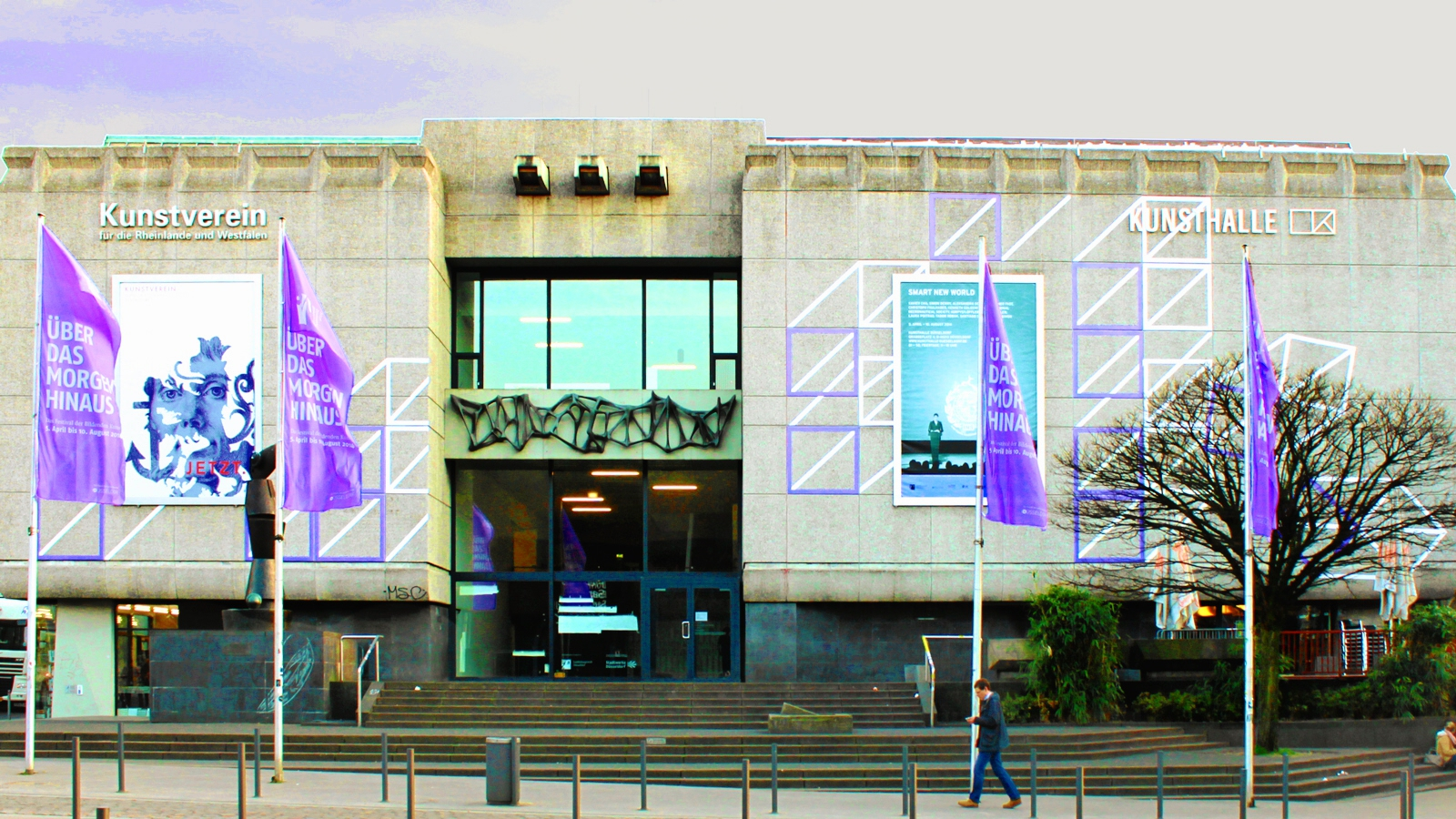
Kunsthalle und Kunstverein. Quadriennale 2014: Über das Morgen hinaus

Die Quadriennale Düsseldorf war ein, alle vier Jahre stattfindendes Fest der Bildenden Kunst, an dem sich die führenden Düsseldorfer Kunstmuseen, Ausstellungshäuser, die Kunstakademie sowie zahlreiche Partnerinstitutionen beteiligten.

## Konzept
Charakteristikum der Quadriennale Düsseldorf ist ein zentrales Leitthema, auf das sich alle teilnehmenden Institutionen entsprechend ihrer programmatischen Ausrichtung mit Werkschauen, Ausstellungen und einem umfangreichen Begleitprogramm beziehen. Die erste Quadriennale Düsseldorf im Jahr 2006 hatte als Leitmotiv Der Körper in der Kunst. 2010 folgte mit Kunstgegenwärtig die zweite Quadriennale. Die Quadriennale Düsseldorf 2014 fand vom 5. April bis 10. August unter dem Motto Über das Morgen hinaus statt.

## Geschichte
Bei der ersten Quadriennale Düsseldorf im Jahr 2006 stand das Thema Der Körper in der Kunst im Mittelpunkt. Hinterfragt wurde die Bedeutung des Körperlichen für den Menschen und die Entwicklung, die das Verhältnis zwischen dem Selbst und seiner physischen Hülle im Laufe der Jahrhunderte genommen hat. Werkschauen und Installationen zeigten an unterschiedlichen Orten der Stadt unter anderem Arbeiten von Künstlern wie Bruce Nauman, Spencer Tunick, Francis Bacon und Caravaggio. Im Rahmen der Quadriennale wurde erstmals der mit 55.000 Euro dotierte Kunstpreis der Landeshauptstadt Düsseldorf vergeben. Preisträger war Bruce Nauman.
2010 folgte die zweite Ausgabe der Quadriennale Düsseldorf: Kunstgegenwärtig. Im Zentrum der Ausstellungen und Aktionen stand die Frage nach dem Einfluss von Düsseldorfer Künstlerinnen und Künstlern auf die internationale Kunstszene. Das Publikum begab sich auf eine Zeitreise, die in den 1960er-Jahren begann und bis in die Gegenwart reichte. Die große Werkschau zu Joseph Beuys zeigte unter anderem Arbeiten, die nach dem Tod des Künstlers erstmals ihren festen Platz verlassen haben. Im Schloss Benrath erlebten die Besucher die Arbeit des Künstlers und Beuys-Freundes James Lee Byars. Die Retrospektive zu Nam June Paik ließ erkennen, wo der ehemalige Professor der Kunstakademie Düsseldorf seine künstlerischen Wurzeln verortete: Rhineland is my artistic Heimat. Im Rahmen der Quadriennale wurde der Düsseldorfer Maler und Bildhauer Thomas Schütte mit dem Kunstpreis der Landeshauptstadt Düsseldorf ausgezeichnet.

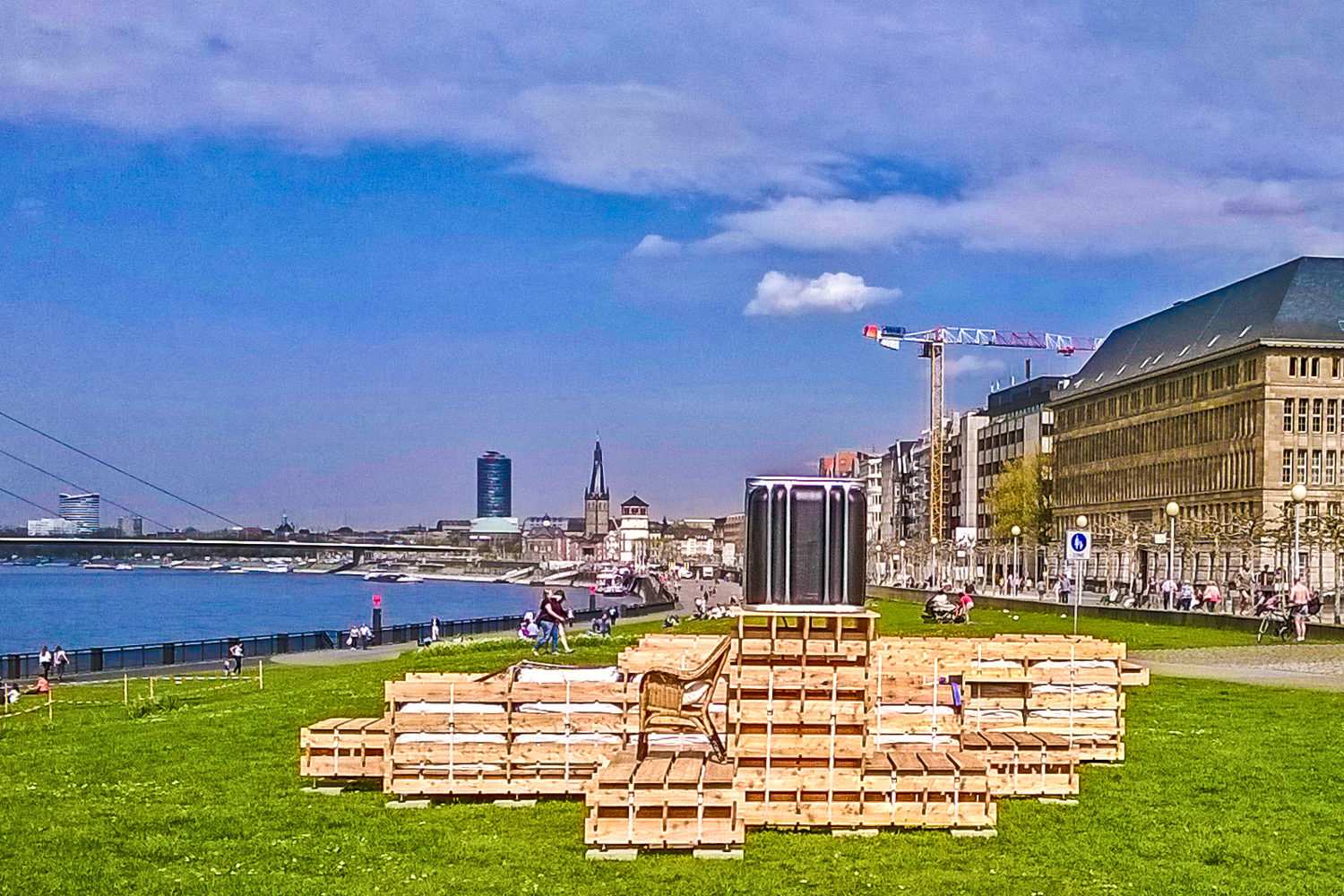
Installation Elisabeths Garten am Rheinufer, 2014

2014 fand vom 5. April bis 10. August die dritte Quadriennale Düsseldorf statt. Für eine engere inhaltliche Verknüpfung der beteiligten Institutionen entwickelte erstmals ein Kurator – Wolfgang Ullrich, Professor für Kunstwissenschaft und Medientheorie an der Hochschule für Gestaltung Karlsruhe – gemeinsam mit Düsseldorfer Kuratorinnen und Kuratoren die Leitidee und die Dramaturgie der Quadriennale. Unter dem Leitmotiv Über das Morgen hinaus standen 2014 Vorstellungen von Zukunft in Kunst, Wissenschaft und Technik im Mittelpunkt. Jede Ausstellung der Quadriennale wurde von Begriffen begleitet, die einen besonderen Bezug zum Thema Zukunft und Material haben. Einem Netz gleich stellen sie inhaltliche Verbindungen zwischen den einzelnen Präsentationen her. Begriffe wie Aufbruch, Utopie, Erde oder Verwandlung waren gewissermaßen thematische Leitplanken, um sich Zukunftsaspekten aus verschiedenen Perspektiven zu nähern.

## Aktuell
Nach der Kommunalwahl 2014 beschloss der Stadtrat mit der Mehrheit von SPD, Grünen und FDP, dass es keine Neuauflage der Quadriennale geben soll. Somit wurde auch die Zukunft der Quadriennale GmbH ungewiss.

## Organisation
Träger der Quadriennale Düsseldorf ist die Quadriennale GmbH. Sie wurde im Dezember 2008 gegründet. Alleinige Gesellschafterin ist die Landeshauptstadt Düsseldorf. Der Kulturdezernent Hans-Georg Lohe ist qua Amt Mitglied der Geschäftsführung. Erster Vorsitzender des Aufsichtsrates ist aktuell Oberbürgermeister Thomas Geisel.